# Superbike-VM 1994
Superbike-VM 1994 vanns av Carl Fogarty, vilket var hans första av fyra VM-titlar för Ducati.

## Delsegrare
| Bana           | Vinnare       | Märke    | Vinnare           | Märke    |
| -------------- | ------------- | -------- | ----------------- | -------- |
| Donington Park | Carl Fogarty  | Ducati   | Scott Russell     | Kawasaki |
| Hockenheim     | Scott Russell | Kawasaki | Scott Russell     | Kawasaki |
| Misano         | Scott Russell | Kawasaki | Giancarlo Falappa | Ducati   |
| Albacete       | Carl Fogarty  | Ducati   | Carl Fogarty      | Ducati   |
| Österreichring | Carl Fogarty  | Ducati   | Carl Fogarty      | Ducati   |
| Sentul         | Jamie Whitham | Ducati   | Carl Fogarty      | Ducati   |
| Sugo           | Scott Russell | Kawasaki | Scott Russell     | Kawasaki |
| Assen          | Carl Fogarty  | Ducati   | Carl Fogarty      | Ducati   |
| Monza          | Scott Russell | Kawasaki | Carl Fogarty      | Ducati   |
| Donington Park | Carl Fogarty  | Ducati   | Scott Russell     | Kawasaki |
| Phillip Island | Carl Fogarty  | Ducati   | Anthony Gobert    | Honda    |

## Slutställning
| Plats | Förare               | Märke    | Poäng |
| ----- | -------------------- | -------- | ----- |
| 1     | Carl Fogarty         | Ducati   | 305   |
| 2     | Scott Russell        | Kawasaki | 280   |
| 3     | Aaron Slight         | Honda    | 277   |
| 4     | Doug Polen           | Honda    | 158   |
| 5     | Simon Crafar         | Honda    | 153   |
| 6     | Andreas Meklau       | Ducati   | 148   |
| 7     | Jamie Whitham        | Ducati   | 129   |
| 8     | Piergiorgio Bontempi | Kawasaki | 117   |
| 9     | Fabrizio Pirovano    | Ducati   | 111   |
| 10    | Terry Rymer          | Kawasaki | 106   |